# New Day
New Day es un grupo español de rock alternativo que canta en inglés fundado a finales de 2016, nace de la separación de Dover. Está formado por Amparo Llanos, Samuel Titos y Jota Armijo. El primer álbum con el que debutaron fue Sunrise, el cual fue publicado el 24 de marzo de 2017.

## Historia

### Inicios
La separación de Dover y el nacimiento de New Day, se dieron a conocer por la propia Amparo Llanos el 23 de noviembre de 2016 en Radio 3, en ese mismo día se dieron a conocer canciones como Stay, Say Yeah o Ten times twelve, canciones que en un principio iban a ser para la banda Dover, de la cual, Amparo era la compositora.
Días después de publicar su álbum debut, se publicó en YouTube su primer videoclip de su sencillo Stay, junto a unas fechas de presentación en varias ciudades de España.

## Discografía

### Álbumes de estudio
- Sunrise (2017)
- Fever (2019)

### Singles
| Canción             | Año  | Álbum   |
| ------------------- | ---- | ------- |
| Stay                | 2017 | Sunrise |
| Painting in the sky | 2019 | Sunrise |
| Hush                | 2019 | Fever   |
| Calling SOS         | 2021 | Fever   |